# Подлуг (Рязанская область)
Подлуг — деревня в Рыбновском районе Рязанской области. Входит в Истобниковское сельское поселение.

## География
Находится в западной части Рязанской области на расстоянии приблизительно 10 км на северо-восток по прямой от железнодорожного вокзала в городе Рыбное.

## История
Показана была еще на карте 1797 года. На карте 1850 года показана как поселение с 58 дворами. В 1859 году здесь (тогда деревня Рязанского уезда Рязанской губернии) было учтено 79 дворов, в 1897 — 83.

## Население
Численность населения: 564 человек (1859 год), 527 (1897), 8 в 2002 году (русские 100 %), 6 в 2010.